# Jonas Lambert-Wenman
Jonas Lambert-Wenman, född omkring 1665, död omkring 1732, var en svensk kapare.
Lambert-Wenman var köpmansson från Umeå, reste omkring 1690 utomlands och lär som kapare i holländsk tjänst och plantageägare i brittiska Guayana ha tjänat en ansenlig förmögenhet, som Lambert-Wenmans syskonbarn senare försökte komma i besittning av. Efterhand kom förmögenheten i sägentraditionen att växa till enorma belopp. 
Arvet är bland annat motiv i Carl Jonas Love Almqvists Smaragdbruden.